# Марк (папа)
Святий Ма́рк (лат. Marcus; ? — 7 жовтня 336; Рим, Римська імперія) — тридцять четвертий папа Римський (18 січня 336 — 7 жовтня 336), народився і помер у Римі.
Про нього відомо мало, тільки те що він — римлянин, син Приска. Перед тим, як його обрали, був єпископом Остії (передмістя Рима). Швидше за все, під час його перебування на посаді почалося складання ранніх списків єпископів і мучеників, відомі як Depositio episcoparum і Depositio martyrum. Час його папства падає на епоху сильних суперечок навколо аріанства. Він розпорядився спорудити в Римі дві базиліки: церква св. Марка і св. Бальбіни. В останній церкві він і був похований.
Його пам'ять відзначається 7 жовтня.